# Tammo von Bocksdorf
Tammo von Bocksdorf (* um 1380; †  kurz vor dem 7. Januar 1433) war ein Doktor des kanonischen Rechts und Domherr zu Merseburg.

## Leben
Tammo von Bocksdorf war ein Mitglied der Familie Bocksdorf. Sein Vater könnte Hans von Bocksdorf gewesen sein, der im Jahr 1371 in Quellen zu finden ist; der Name seiner Mutter ist nicht dokumentiert. Sein Neffe war wahrscheinlich Dietrich III. von Bocksdorf.
Von Bocksdorf besuchte ab 1399 die Juristenuniversität in Prag und wechselte 1410 an die Universität Leipzig und wurde dort zum Dr. decr. ernannt. Im Jahr 1426 bekam er ein Domkanonikat in Merseburg, das einem Lehrer des Kirchenrechts der Leipziger Universität vorbehalten war. Von Bocksdorf muss daher auch an der juristischen Fakultät der Leipziger Universität unterrichtet haben. Er hatte darüber hinaus andere kirchliche Pfründen in der Niederlausitz und wirkte nachweislich im Jahr 1416 als Offizial von Bischof Rudolf von der Planitz. Für die Kirchenregion Magdeburg wirkte er ab 1427 als päpstlicher Nuntius und Kollektor.
Während frühere Forscher annahmen, dass von Bocksdorf erst nach 1460 starb, liegt sein Todesdatum tatsächlich vor dem 7. Januar 1433.

## Bedeutung
Von Bocksdorf galt als wichtige Persönlichkeit in der frühen Phase der deutschen, insbesondere der sächsischen Rechtswissenschaften. Er war diesbezüglich ein Vorläufer seines wesentlich mehr hervorzuhebenden Neffens Dietrich III. von Bocksdorf, den er wahrscheinlich bei dessen beruflichem Aufstieg unterstützte. Sein Neffe verwendete als Grundlage eigener Arbeiten zuvor von Tammo von Bocksdorf geschriebene Texte; die Urheberschaften dieser Werke sind mitunter jedoch nicht eindeutig geklärt.
Im Jahr 1426 schrieb von Bocksdorf nachweislich für den Magdeburger Erzbischof Günther III. von Schwarzburg. Er schuf dabei eine alphabetisch sortierte Übersicht über Verweise auf Texte und Glossen bekannter Rechtsbücher. Es handelte sich dabei um ein Remissorium zum Sachsenspiegel und dem sächsischen Weichbild. Diese Arbeiten boten erstmals die Möglichkeit, zuvor nur unzureichend systematisch aufgebaute Rechtstexte einfacher verwenden zu können. Von diesem Remissorium existierte nur eine einzige handschriftliche Fassung. Sein Neffe Dietrich verwendete sie als Grundlage seines eigenen, deutlich umfassenderen Remissoriums, das in gedruckter und handschriftlicher Form weite Verbreitung fand.
Tammo von Bocksdorf erstellte vielleicht auch kleinere Vorarbeiten für die sogenannten „Sippzahlregeln“ seines Neffen, die das Verwandtschaftsverhältnis im Erbrecht Sachsens regelten. Außerdem schuf er die Grundlagen für einige der „Bocksdorf’schen Additionen“. Überlieferungen der Texte erschienen aber erst Mitte des 15. Jahrhunderts während der Schaffenszeit Dietrichs III.